# Brian Iloski
Brian Iloski (Escondido, Estados Unidos, 4 de septiembre de 1995) es un futbolista estadounidense que juega de centrocampista en el Orange County SC de la USL Championship.

## Carrera
Brian Iloski debutó como futbolista en la academia juvenil de Los Ángeles Galaxy en 2013. Ese mismo año es fichado por el UCLA Bruins, participando en la Nike Academy y jugando con la selección sub-18 estadounidense. Tras una temporada cedido al San Diego Zest FC de la Premier Development League y ciertos rumores acerca de ser traspasado al Colorado Rapids de la Major League Soccer, ficha por el Legia de Varsovia de la Ekstraklasa polaca el 19 de febrero de 2018. En el mercado de verano del mismo año, la entidad polaca opta por ceder a Iloski al MFK Zemplín Michalovce de la Superliga de Eslovaquia, jugando para el club eslovaco hasta 2019. En abril de 2019 Iloski rescinde su contrato con el Legia de Varsovia y regresa al LA Galaxy II de la USL Championship.
El 21 de febrero de 2020 fichó por el Orange County SC de la USL.

## Clubes
| Club                              | País           | Año           |
| --------------------------------- | -------------- | ------------- |
| San Diego Zest                    | Estados Unidos | 2016          |
| Legia Warsaw                      | Polonia        | 2018-2019     |
| MFK Zemplín Michalovce (préstamo) | Eslovaquia     | 2018          |
| LA Galaxy II                      | Estados Unidos | 2019          |
| Orange County SC                  | Estados Unidos | 2020-presente |